# Lacera procellosa
Lacera procellosa är en fjärilsart som beskrevs av Butler 1879. Lacera procellosa ingår i släktet Lacera och familjen nattflyn. Inga underarter finns listade i Catalogue of Life.